# Alicja Bachleda-Curuś
Alicja Bachleda-Curuś (pron. [aˈlit͡sʲa baˈxlɛda ˈt͡suruɕ]; sinh ngày 12 tháng 5 năm 1983) là nữ diễn viên và ca sĩ người Ba Lan, đã xuất hiện trong các phim September Eleven 1683, Trade, Ondine, Pan Tadeusz và Syzyfowe Prace.

## Thời niên thiếu
Bachleda-Curuś sinh tại Tampico, México, là con gái của Lidia và Tadeusz Bachleda-Curuś - một nhà địa chất học – lúc đó đang làm việc ở México. Cô có người chú/bác là Adam Bachleda-Curuś, cựu thị trưởng thành phố Zakopane ở Ba Lan,.
Cô lớn lên ở Ba Lan, theo học ở "Học viện quốc gia múa Ba lê" tại thành phố Kraków từ năm 1989 tới năm 1998, sau đó vào học ở "Phân khoa Thanh nhạc" của "Học viện quốc gia âm nhạc" tại Kraków từ năm 1998 tới năm 2000 Bachleda đã học diễn xuất ở Lee Strasberg Theatre and Film Institute tại thành phố New York, Hoa Kỳ.

## Sự nghiệp diễn xuất

Alicja Bachleda, Colin Farrell và đạo diễn Neil Jordan trong buổi chiếu ra mắt phim Ondine ở Liên hoan phim Tribeca 2010 tại New York.

Ở tuổi 15, Bachleda đã đóng vai chính trong phim Pan Tadeusz (1999) của Andrzej Wajda – nhà đạo diễn Ba Lan từng đoạt Giải Oscar. Bốn năm sau, cô đóng một vai trong bộ phim truyền hình nhiều tập Na dobre i na złe của Ba Lan. Năm 2004 Bachleda sang Đức diễn xuất trong phim Sommersturm (Bão mùa Hè) của đạo diễn Marco Kreuzpaintner. Năm 2007 cô trở về Mexico đóng vai Veronica, một du khách Ba Lan bị bắt cóc trong phim Trade cũng của đạo diễn Marco Kreuzpaintner, do diễn viên Kevin Kline đóng vai chính, đề cập tới nạn buôn người. Sau đó Bachleda trở về châu Âu đóng vai một cô gái Do Thái ở vùng Transilvania, România trong thời Chiến tranh thế giới thứ hai trong phim Der geköpfte Hahn. Năm 2009 cô đóng phim Ondine, nói về một ngư dân người Ireland cho rằng mình đã bắt được một selkie, sinh vật huyền thoại nửa người nửa hải cẩu.
Năm 2010 cô xuất hiện trong phim The Girl Is in Trouble của đạo diễn Julius Onah. Năm 2011 đóng vai Eleonora Habsburżanka, hoàng hậu Ba Lan trong phim September Eleven 1683 của đạo diễn người Ý "Renzo Martinelli". Cả hai phim này đều phát hành trong năm 2012.

## Đời tư
Bachleda sống chung với nam diễn viên người Ireland Colin Farrell. Ngày 7.10.2009 cô sinh cậu con trai - Henry Tadeusz Farrell - ở Los Angeles, California. Đứa bé được rửa tội ngày 29.12.2009 ở Nhhà thờ Đức Mẹ thăm viếng, Kraków. Trước đó vào ngày 15.10.2010 có tin nói rằng Farrell đã lìa Bachleda-Curuś từ vài tháng trước. Ít lâu sau, tin này đã được xác nhận.

## Danh mục phim tham gia
- September Eleven 1683 (Ý/Ba Lan, 2011), đạo diễn Renzo Martinelli
- The Girl is in Trouble (Hoa Kỳ, 2010), đạo diễn Julius Onah
- Friendship! (Đức/Mỹ, 2010), đạo diễn Markus Goller
- Ondine (Ireland/Mỹ, 2009), đạo diễn Neil Jordan
- Cocoşul decapitat (tên tiếng Anh: The Beheaded Rooster) (România, Hungary 2008), đạo diễn Radu Gabrea
- Trade (Đức/Mỹ, 2007), đạo diễn Marco Kreuzpaintner
- Comme des voleurs (tên tiếng Anh: Stealth) (Thụy Sĩ/Pháp, 2006), đạo diễn Lionel Baier
- Das Blut der Templer (tên tiếng Anh: Code of the Templars) (Đức, 2004)
- Summer Storm (Đức, 2004), đạo diễn Marco Kreuzpaintner
- Na dobre i na złe (Loạt phim truyền hình Ba Lan, 2002–2004)
- Herz im Kopf (Đức, 2001), Hans-Christian Schmid và Michael Gutmann viết kịch bản
- Wrota Europy (Ba Lan, 1999), đạo diễn Jerzy Wojcik
- Pan Tadeusz (Ba Lan, 1999), đạo diễn Andrzej Wajda
- Syzyfowe prace (Ba Lan, 1998), đạo diễn Pawel Komorowski
- Tajemnica szkolnego dzwonka (Ba Lan, Kịch và Truyền hình, 1993)

## Đĩa hát

### Albums
- Klimat (2001)
- Nie załamuj się (1996)
- Sympatyczne sny (1991)

### Đĩa đơn
- "Dotknąć nieba" (vơớ iPiotr Cugowski (con của Krzysztof Cugowski)) (2007)
- "Nie pytaj, nie pytaj mnie" (2002)
- "Klimat" (2001)
- "Ich verlier mich gern in Dir" (từ phim Herz Im Kopf) (2001)
- "Marzyć chcę" (1999)
- "Nie załamuj się – minuta fantazji" (1996)
- "Sympatyczne sny" (1991)